# Max van Herk
Max van Herk (Ouderkerk aan den IJssel, 3 december 1998) is een Nederlands voetballer die als doelman speelt. Hij stopte in 2025 als profvoetballer. Van Herk speelde acht wedstrijden voor FC Dordrecht.

## Carrière
Max van Herk speelde in de jeugd van VV Spirit, waar hij van 2017 tot 2020 in het eerste elftal speelde. In 2020 vertrok hij naar FC Dordrecht, waar hij in eerste instantie bij het onder-21-elftal aansloot. Hij debuteerde in het eerste elftal van FC Dordrecht op 30 januari 2021, in de met 0-5 verloren thuiswedstrijd tegen Roda JC Kerkrade, omdat eerste doelman Liam Bossin vanwege een blessure ontbrak. Hij kwam in het seizoen 2020/21 tot acht wedstrijden in de Eerste divisie. In het seizoen 2021/22 was hij reservedoelman en daarna liep zijn contract af. In april 2023 verbond Van Herk zich tot het einde van het kalenderjaar aan het Zweedse Ariana FC dat uitkomt in de Ettan Södra. Hier speelde hij 17 wedstrijden. In de zomer van 2024 sloot Van Herk aan bij TOP Oss. Hier was hij keeper achter Mike Havekotte en kwam niet in actie. In de zomer van 2025 ging hij naar amateurclub VV Zwaluwen.

## Statistieken
| Seizoen | Club         | Competitie     | Competitie | Competitie | Beker | Beker | Overig | Overig | Totaal | Totaal |
| Seizoen | Club         | Competitie     | Wed.       | Dlp.       | Wed.  | Dlp.  | Wed.   | Dlp.   | Wed.   | Dlp.   |
| ------- | ------------ | -------------- | ---------- | ---------- | ----- | ----- | ------ | ------ | ------ | ------ |
| 2020/21 | FC Dordrecht | Eerste divisie | 8          | 0          | 0     | 0     | 0      | 0      | 8      | 0      |
| 2021/22 | FC Dordrecht | Eerste divisie | 0          | 0          | 0     | 0     | 0      | 0      | 0      | 0      |
| 2023    | Ariana FC    | Ettan          | 17         | 0          | 0     | 0     | 0      | 0      | 17     | 0      |
| 2024/25 | TOP Oss      | Eerste divisie | 0          | 0          | 0     | 0     | 0      | 0      | 0      | 0      |
| Totaal  | Totaal       | Totaal         | 25         | 0          | 0     | 0     | 0      | 0      | 25     | 0      |

Bijgewerkt op 7 juni 2025.